# Tecelão-malhado
Espécie não migratória, comum, que ocorre no leste e centro de África.
Nidifica em grandes colónias, em ramos de árvores e arbustos, sobre a água ou em juncos. Pode ser observado longe da água, em palmeiras e árvores, nas imediações de zonas agrícolas ou em grandes cidades.
Durante a parada nupcial, os machos penduram-se debaixo do ninho, emitindo chamamentos, batendo as asas e balançando-se, ora revelando ora escondendo a sua plumagem escura e amarela. Caso a fêmea se atraia por ele, ficará nele.